# Yongle
Yongle (chiń. 永樂; imię osobiste: Zhu Di, chiń. 朱棣; ur. 2 maja 1360, zm. 5 sierpnia 1424) – trzeci cesarz Chin z dynastii Ming, panujący od 17 lipca 1402 r. aż do śmierci.
Był czwartym synem założyciela dynastii Ming, Hongwu. W chwili śmierci swojego ojca rezydował w Pekinie, będąc dowódcą wojsk strzegących północnej granicy, i wykorzystał swoją pozycję do obalenia prawowitego następcy tronu, swojego bratanka Jianwena, po niemal czteroletniej krwawej wojnie domowej. Przeniósł stolicę z Nankinu do Pekinu, skąd w trakcie swojego panowania podjął pięć wielkich zwycięskich wypraw przeciwko mongolskim koczownikom, które zapewniły Chinom bezpieczeństwo. Próbował także podbić Wietnam. Za jego panowania eunuch Zheng He rozpoczął swoje wielkie wyprawy morskie.